# Комсомольський (Александровський район)
Комсомо́льський (рос. Комсомольский) — селище у складі Александровського району Оренбурзької області, Росія.

## Населення
Населення — 152 особи (2010; 200 у 2002).
Національний склад (станом на 2002 рік):
- татари — 67 %